# Градець (Загреб)
Градець (хорватська вимова: [grǎdet͡s]), або Гріч, (Grič хорватська вимова: [grîːtʃ], угор. Gréc, лат. Mons Graecensis prope Zagrabiam) або Gornji Grad (значення "Верхнє місто", пор. Donji grad, "Нижнє місто") — назва старої частини міста Загреба, на схилі Медведниці, з якої, разом із Каптолом, утворився сучасний Загреб. 
У 1242 р. Бейло IV видав Золоту булу, якою місто проголошувалося «вільним та королівським містом на пагорбі Градеці загребському». З 1242 до 1266 р. місто зміцнювалося валами та вежами, проте його вигляд та розміщення вулиць донині дуже мало змінились. У середні віки небагато вулиць мали назви: Середня (Srednja) — нині Кирило-Мефодіївська  (Ćirilometodska), Болотна (Blatna) — нині Деметрова (Demetrova), М'ясницька (Mesarska) — нині Матошева (Matoševa), Довга (Duga) — нині Радичева (Radićeva), Поповська (Popovska) — нині частина вулиці Опатицька (Opatičkа), на якій розміщується Загребська обсерваторія у «Попівській вежі». 

## Міські брами
У міста було шість брам: три більші та три менші. Великі брами мали вигляд  квадратних веж, через які входили чи в’їжджали до міста. Менші були простішими і через них могли проходити лише пішоходи. Ключі від воріт охороняли містяни, які жили в їхніх околицях. Перед тим, як зачинити брами, з  вежі міської ратуші, дзвіниці Лотршчак, чверть години били дзвони, попереджаючи міщан, що залишилися за межами стін, аби вони негайно поверталися до своїх будинків.  З усіх міських брам до наших днів збереглася тільки одна брама, що називалась Кам'яна  (Kamenita vrata)

## Історичні та культурні будівлі

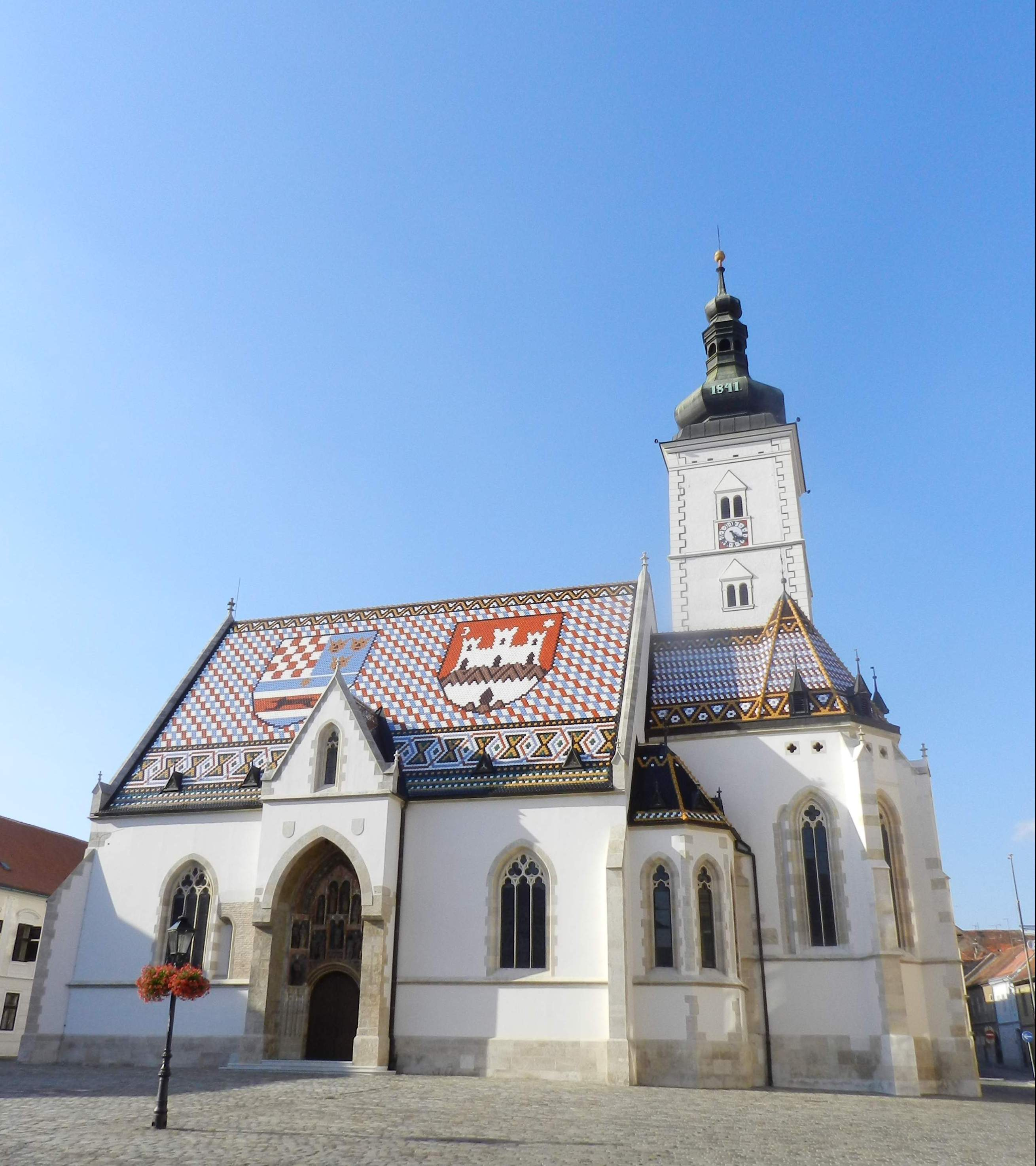
Церква Св. Марка

Центром Градеця є площа Марка (Markov trg), на якому знаходиться Церква св. Марка, збудована у ХІІІ-му ст. в романському стилі,  у другій половині XIV ст. перебудована та добудована, в 1876-82 рр., після землетрусу, відновлена та реконструйована в неоготичному стилі) та Банські двори, офіційною резиденція хорватського уряду. З другого боку Площі – місцезнаходження Хорватського парламенту (Сабору). З площі Марка в напрямку півдня та вежі Лотршчак веде Кириломефодійська вулиця, на який знаходиться Стара міська рада (Скупщина), греко-католицька кафедральна церква Кирила та Мефодія, Музей наївного мистецтва, Музей розірваних стосунків. Неподалік знаходиться Церква святої Катаріни (1620- 1631 рр.), Ісусів монастир (1641-1645 рр., сьогодні галерея Кловичеві Двори, Ісусова  академія (1607 р. гімназія, 1662 р. академія), палац Зринських (XVII ст.), монастир кларисок  (1647-1650, нині Музей міста Загреб), бароковий палац Войкович-Оршич-Раух (XVIII ст., нині Хорватський історичний музей), палац Пеячевич (1797 р., раніше театр, нині Хорватський природничій музей), Стара ратуша, нині місцезнаходження Міської скупщини Загреба, палаци Дверце, Паравич, Магдаленич-Драшкович, Валтер, Амаде, Раткай тощо.
За міськими стінами, але поруч з ними у 1247 р. каптольські каноніки звели велику зміцнену Попівську вежу (Popov toranj). У ній ховалися самі та ховали свої коштовності у випадку нападу неприятеля. З 1903 р. у Поповій вежі знаходиться Загребська обсерваторія.  
З Градеця під час Другої світової війни прорито тунель Гріч.
Градець з'єднано з Каптолом 7 вересня 1850 р., чим започатковано сучасний етап адміністрування Загреба. 
Після адміністративної реформи 1999 р. Градець відноситься до міського кварталу Верхнє місто - Медвешчак.